# تفشي مرض الليستريات في مقدونيا عام 2014
كان تفشي مرض الليستريات في مقدونيا عام 2014 تفشيًا ناجمًا عن التسمم الغذائي بالليستريا. 